# Census Johnston
Pour les articles homonymes, voir Johnston.

a Compétitions nationales et continentales officielles uniquement.

b Matchs officiels uniquement.
Dernière mise à jour le 6 mai 2020.
Census Aokuso Iopu Johnston, né le 6 mai 1981 à Auckland (Nouvelle-Zélande), est un joueur international samoan de rugby à XV, évoluant au poste de pilier, entre 2005 et 2020.
Il est le frère aîné de James Johnston, lui aussi pilier international samoan et actuel joueur du CA Brive et l'oncle du pilier Johnson Falefa.

## Carrière
Alors qu'il évoluait jusque-là en Nouvelle-Zélande, il joue pendant six mois en France en 2002, avec le club amateur de l'US Coarraze Nay en Fédérale 1,.
Il a eu sa première cape internationale le 11 juin 2005, à l’occasion d’un match contre l'équipe d'Australie.

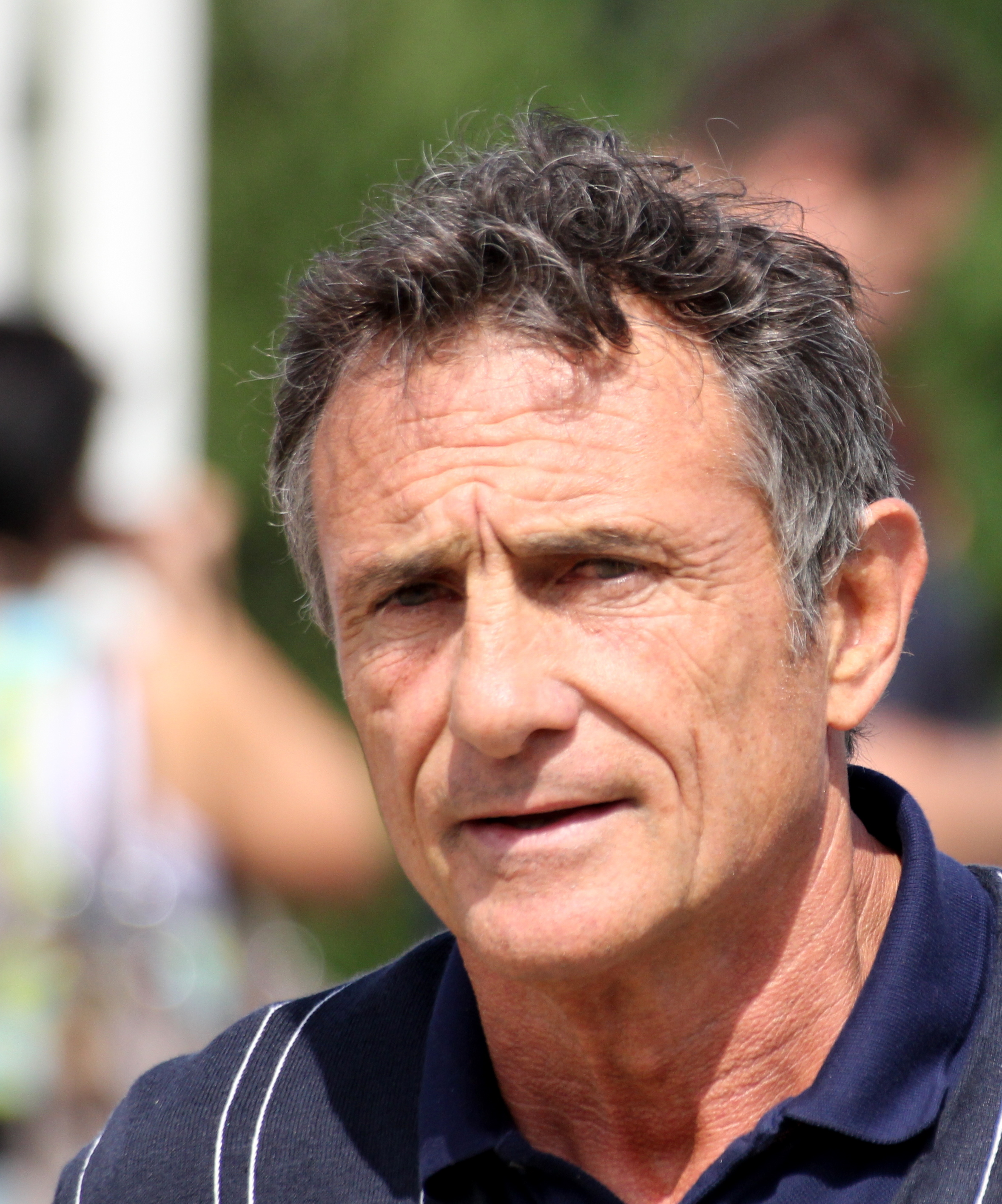
Guy Novès, ici en 2011, est le manager de Census Johnston au Stade toulousain de 2009 à 2015.

En 2006, il dispute le championnat français avec Biarritz olympique, et la Coupe d'Europe, il est titulaire lors des quarts de finale et demi-finale victorieux. À la fin de la saison, il signe au club anglais des Saracens pour une durée de trois ans. Contacté par les London Wasps, Toulon et d'autres clubs anglais mais, séduit par le « French flair » et notamment le style de jeu de Toulouse, il décide de rejoindre le Stade toulousain pour deux saisons, où il retrouve Thierry Dusautoir et Benoit Lecouls ses anciens coéquipiers au Biarritz olympique. En 2011, il prolonge son contrat avec le Stade toulousain pour trois nouvelles saisons.
Après huit saisons et plus de 200 matchs avec le Stade toulousain, il quitte le club haut-garonnais en 2017.
En mai 2017, il est sélectionné dans le groupe des Barbarians par Vern Cotter pour affronter l'Angleterre, le 28 mai à Twickenham puis l'Ulster à Belfast le 1er juin. Titulaire lors du premier match, les Baa-Baas Britanniques s'inclinent finalement 28 à 14 face aux Anglais. Remplaçant en Irlande, les Baa-Baas parviennent à s'imposer 43 à 28.
Le 16 juin 2017, le Racing 92 annonce qu'il rejoint le club à partir de la saison suivante. Deux ans plus tard, il quitte le club et revient au pays Basque en rejoignant l'Aviron bayonnais, promu en Top 14. Il y retrouve Yannick Bru, manager du club basque, qui a été son entraîneur au Stade toulousain de 2009 à 2012.
Le 6 mai 2020, le jour de son 39e anniversaire, Johnston annonce qu'il met un terme à sa carrière sportive, après avoir effectué 15 saisons chez les professionnels (dont 12 en France) et participé à 213 matchs de Top 14.

## Style de jeu

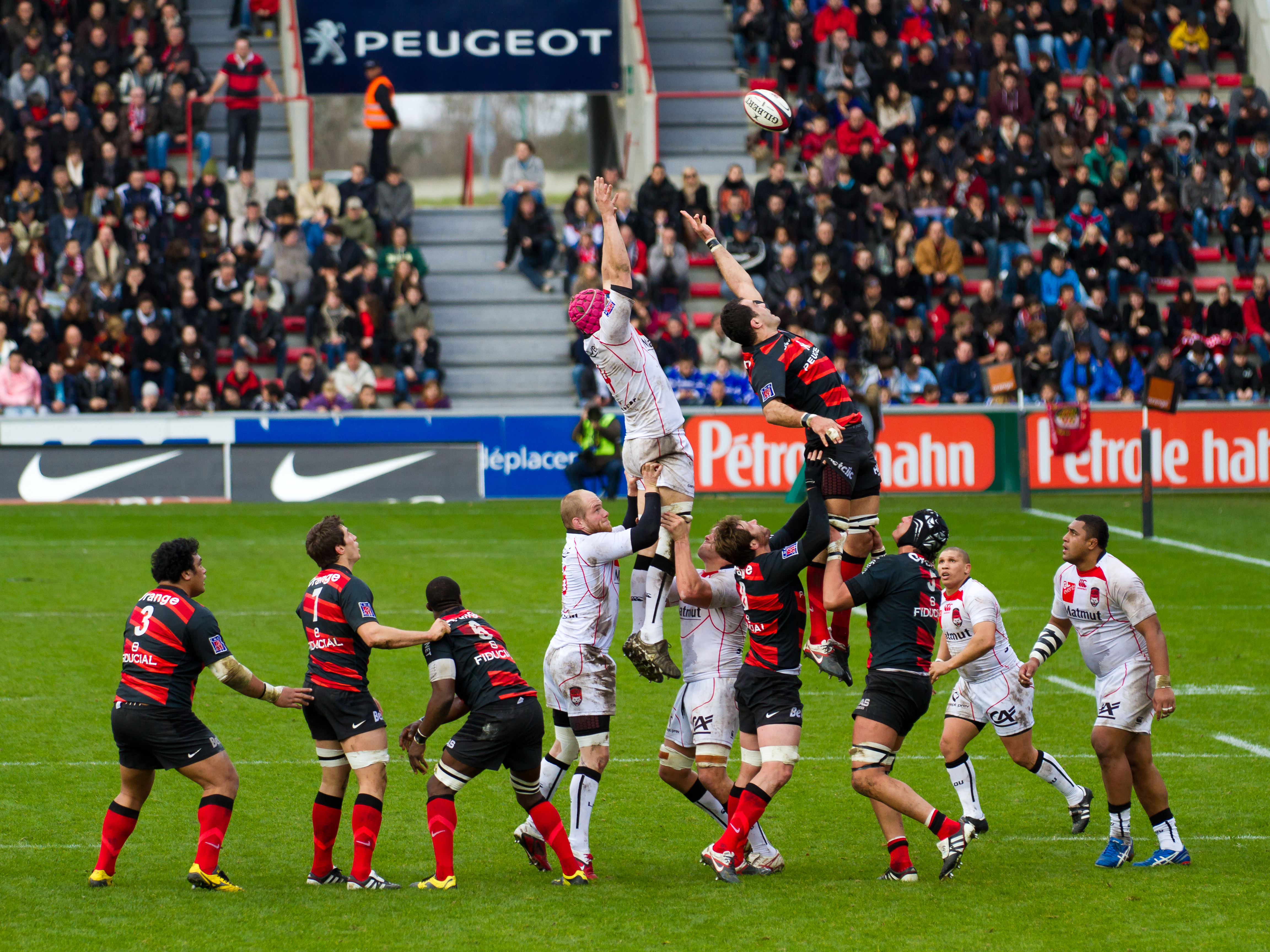
Census Johnston, à gauche avec le numéro 3, lors d'un match Stade toulousain - Lyon OU en 2012.

William Servat dit de lui qu’il a « toujours le sourire et l’envie de faire une petite blague » qui est « capable de gros exploits, [notamment] grâce à son physique ». Guy Novès estime que ses qualités sont « sa puissance et sa disponibilité ».
Census Johnston, qui possède un physique impressionnant(1,91 m pour 138 kg), a de grandes qualités du fait de ces mensurations qui font de lui le joueur le plus lourd  du pack toulousain. Ses percées ainsi que sa mobilité font bon ménage aux côtés des actions offensives toulousaines car malgré son poids important, Census dispose une vitesse assez élevée pour un pilier digne de ces mensurations. Titulaire au sein de l’effectif toulousain, Johnston est un membre à part entière de l’équipe toulousaine avec huit essais, 40 points marqués pour 174 matchs au 10 octobre 2015 sous le maillot rouge et noir, ce qui est peu fréquent pour un pilier.

## Statistiques

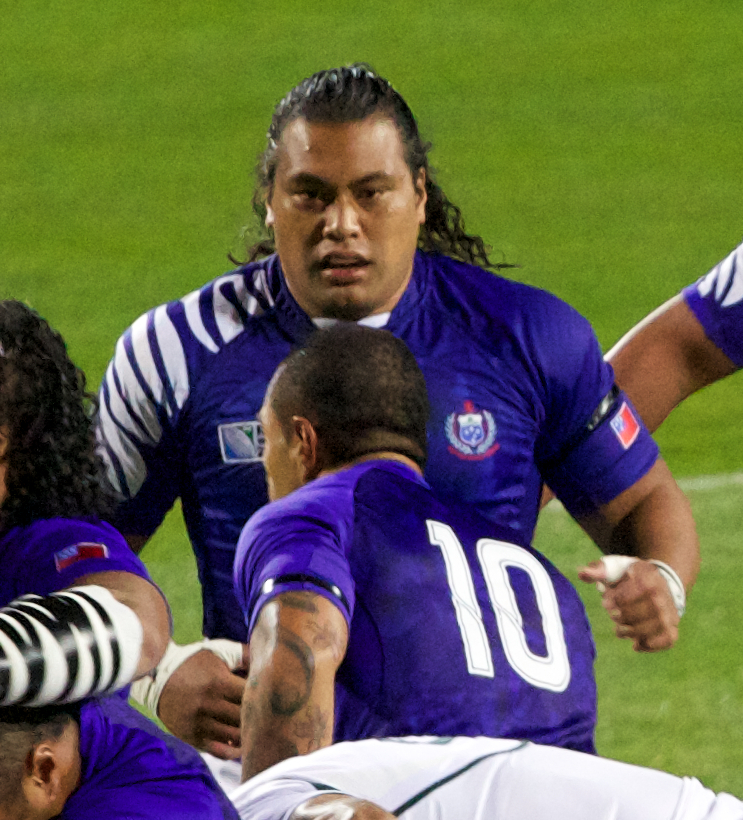
Census Johnston, en 2011, avec les Samoa.

### Internationales
Avec l'équipe de Samoa
- 57 sélections ;
- 4 essais (20 points) ;
- Sélections par année : 6 en 2005, 2 en 2006, 7 en 2007, 2 en 2008, 7 en 2009, 4 en 2010, 6 en 2011, 5 en 2012, 3 en 2013, 5 en 2014, 5 en 2015, 4 en 2016, 1 en 2017.

En coupe du monde :
- 2007 : 4 sélections (Afrique du Sud, Tonga, Angleterre, États-Unis)
- 2011 : 4 sélections (Namibie, Pays de Galles, Fidji, Afrique du Sud)
- 2015 :  4 sélections (États-Unis, Afrique du Sud, Japon, Écosse)

Avec les Pacific Islanders, il participe en 2006 (contre le Pays de Galles) et en 2008 (contre la France et l'Angleterre) à l'expérience des Pacific Islanders, au cours de laquelle il n'inscrit aucun point.

## Palmarès

### En club
- Biarritz olympique
  - Vainqueur du Championnat de France en 2006[6]

- Stade toulousain
  - Vainqueur de la Coupe d'Europe en 2010
  - Vainqueur du Championnat de France en 2011 et 2012
- Racing 92
  - Finaliste de la Coupe d'Europe en 2018